# Littles lag
Littles lag, Littles sats, eller Littles formel är en formel inom köteorin som beskriver sambandet mellan det genomsnittliga antalet kunder i ett kösystem ({\displaystyle N}), det genomsnittliga antalet icke blockerade ankomster till systemet per tidsenhet ({\displaystyle \lambda _{eff}}), samt den genomsnittliga tiden en kund tillbringar i systemet ({\displaystyle T}).
{\displaystyle N=\lambda _{eff}\cdot T}
Littles lag har många tillämpningar inom till exempel telekommunikation och datorteknik. Den till synes triviala formeln bevisades för första gången så sent som 1961 av John Little, som också givit formeln dess namn. Sedan dess har ett par enklare bevis presenterats.  Ett enkelt bevis som publicerades av Samuel Eilon 1969 redogörs för nedan.

## Bevis[3]
Kunder anländer inom tidsintervallet {\displaystyle [0,t]} där
{\displaystyle \alpha (t)} - antal kunder som kommit till systemet (och ej avvisats) i intervallet {\displaystyle [0,t]}.
{\displaystyle \delta (t)} - antalet kunder som lämnat systemet och blivit färdigbetjänade i {\displaystyle [0,t]}
{\displaystyle N(t)=\alpha (t)-\delta (t)} antalet kunder i systemet vid tidpunkten t.
{\displaystyle \gamma (t)=} total tid som alla kunder tillsammans tillbringat i systemet under intervallet {\displaystyle [0,t]}

Eftersom {\displaystyle \alpha (t)} är definierad som antal ankomster till systemet i intervallet {\displaystyle [0,t]} kan vi skriva medelantal ankomster per tidsenhet under intervallet som
{\displaystyle \lambda _{t}=\alpha (t)/t}
Medeltid i systemet per kund i intervallet {\displaystyle [0,t]} ges av
{\displaystyle T_{t}=\gamma (t)/\alpha (t)}
eller uttryckt i ord
{\displaystyle T_{t}=} Summan av alla tider kunder har tillbringat i systemet under tidsintervallet {\displaystyle [0,t]}, genom antalet ankomster till systemet under {\displaystyle [0,t]}

Låt nu {\displaystyle {\bar {N_{t}}}} vara medelantal kunder i systemet i intervallet {\displaystyle [0,t]}. 
Vi inser att {\displaystyle {\bar {N_{t}}}=\gamma (t)/t}, genom att förlänga med {\displaystyle {\alpha (t) \over \alpha (t)}} (= 1), kan skrivas
{\displaystyle {\bar {N_{t}}}={\gamma (t) \over \alpha (t)}\cdot {\alpha (t) \over t}={\bar {T_{t}}}\cdot \lambda _{t}}
Låter vi nu {\displaystyle t} gå mot oändligheten och förutsätter att gränsvärdena existerar 
{\displaystyle \lim _{t\to \infty }{\bar {N_{t}}}=\lim _{t\to \infty }{\bar {T_{t}}}\cdot \lim _{t\to \infty }\lambda _{t}}
Antag enligt ovan att
{\displaystyle \lim _{t\to \infty }\lambda _{t}=\lambda _{eff}<\infty }
{\displaystyle \lim _{t\to \infty }T_{t}=T<\infty }
och inför beteckningen 
{\displaystyle {\bar {N}}=\lim _{t\to \infty }{\bar {N_{t}}}}
Vi kan då skriva:
{\displaystyle {\bar {N}}=\lambda _{eff}\cdot T}
vilket är Littles sats. 